# Meat Is Murder (Los Simpson)
«Meat Is Murder» (titulado «La carne es muerte» en Hispanoamérica y «La carne mata» en España) es el vigésimo primer y penúltimo episodio de la trigésimatercera temporada de la serie de televisión animada estadounidense Los Simpson, y el 727 en total. Parodiando Succession y The Founder, se emitió en los Estados Unidos en Fox el 15 de mayo de 2022. El episodio fue dirigido por Bob Anderson y escrito por Michael Price.
En este episodio, Augustus Redfield compra Krusty Burger por venganza e invita a su antiguo socio Grampa a unirse a la junta directiva de su empresa, pero es utilizado por Redfield y sus hijos en su lucha por hacerse con el control de su empresa. Nicholas Braun, Seth Green, John Lithgow, Edi Patterson, Krysten Ritter y Paul F. Tompkins actúan como estrellas invitadas. La personalidad de las redes sociales Charli D'Amelio apareció como ella misma. El episodio recibió críticas mixtas.

## Trama
En 1972, Krusty el payaso es expulsado de una cafetería por no ser lo bastante gracioso y busca trabajo en otro sitio. Krusty se convierte en la nueva mascota del restaurante de comida rápida Worth-A-Try del abuelo y su amigo Gus Redfield, que se convierte en un éxito tras la contratación de Krusty, pero cuando éste exige más dinero, los dos le despiden y, como venganza, Krusty abre su propia franquicia de comida rápida. Gus jura vengarse de él mientras el abuelo se retira cobardemente.
En el presente, Krusty celebra el 50 aniversario de su cadena de comida rápida a la que asisten todos los habitantes de la ciudad, incluida la familia Simpson. Cuando Lisa le pregunta por qué el abuelo está enfadado, él le explica que todos los Simpson están malditos por fracasar en todo lo que intentan, pero Lisa jura romper la maldición de alguna manera. Mientras tanto, Krusty está a punto de anunciar una nueva hamburguesa cuando un ya anciano Gus, que ahora es rico y dirige su propia corporación llamada Redstar, compra toda la franquicia de Krusty, dejando así a Krusty sin blanca. Gus se reúne entonces con el abuelo y le pide que sea su nuevo socio, lo que éste acepta encantado.
Gus lleva al abuelo y a Lisa a su casa, donde les presenta a sus hijos Colby, Mav y Sheila. Sheila y Lisa estrechan lazos por su amor común a la naturaleza y ella convence a Lisa para que la ayude a expulsar a su padre de la empresa, de modo que pueda hacerse con el control y convertir Redstar en Greenstar, una empresa medioambiental. Lisa acepta convencer al abuelo para que expulse a Gus de la empresa.
Lisa acompaña al abuelo a la reunión del consejo mientras él, junto con la familia Redfield, la política alemana Angela Merkel, el empresario Kevin O'Leary y la estrella de TikTok Charli D'Amelio se preparan para emitir sus votos. Sheila y sus hermanos revelan a los miembros del consejo su plan para echar a su padre de la empresa y tomar el control. Los tres votan a favor de echarlo mientras que los demás miembros -incluido el abuelo para compensar a Gus por no haberle dado la cara hace años- votan en contra. Sin embargo, Gus revela que ya sospechaba que sus hijos estaban conspirando contra él y que sólo trajo a Grampa para protegerle de la votación; entonces elimina a sus tres hijos de su testamento y revela que nunca se preocupó de verdad por Grampa. Como venganza, Grampa convierte entonces su voto en una larga y disparatada historia para anularlo de la reunión del consejo, dejando así la votación empatada y la empresa en la ruina. Al perder interés en el conflicto, Lisa y Grampa abandonan la reunión. En el autobús de vuelta a casa, Lisa se disculpa con el abuelo por no haber podido romper la maldición de los Simpson; pero él le asegura que, a pesar de todas sus malas decisiones, tiene suerte de tenerla como nieta.
Mientras tanto, en un kibutz de Israel, Naharai, un kibutznik, felicita a Krusty por su éxito en el cultivo de patatas. La abogada de Redstar aparece en un helicóptero revelando el complot de Gus y ofrece a Krusty recuperar su franquicia. Krusty vuela de vuelta a Estados Unidos con ella, feliz de volver a ser un payaso, mientras Naharai reflexiona sobre el hecho de que Krusty era la persona menos divertida del kibbutz.

## Producción
Nicholas Braun retomó su papel de «primo» Greg Hirsch en la serie de televisión Succession. John Lithgow actuó como invitado en el papel de Augustus «Gus» Redfield. Lithgow apareció previamente como él mismo en el episodio de la trigésima temporada «I'm Just a Girl Who Can't Say D'oh». Seth Green actuó como invitado en el papel de Mav Redfield. Green apareció anteriormente como otro personaje en el gag del sofá del episodio de la vigésimo octava temporada «The Cad and the Hat». Edi Patterson interpretó a Jessica, Krysten Ritter a Sheila Redfield y Paul F. Tompkins a Colby Redfield. La personalidad de las redes sociales Charli D'Amelio apareció como ella misma.